# پیتزو روسکادا
پیتزو روسکادا (به لاتین: Pizzo Ruscada) یک کوه در سوئیس است که در کانتون تیچینو واقع شده‌است. پیتزو روسکادا ۲٬۰۰۴ متر بالاتر از سطح دریا واقع شده‌است.